# Nima Nabipour
 Der er for få eller ingen kildehenvisninger i denne artikel, hvilket er et problem. Du kan hjælpe ved at angive troværdige kilder til de påstande, som fremføres i artiklen.

Nima Nabipour (født 5. september 1981 i Iran) er en dansk advokat og skuespiller med iransk baggrund.

## Karriere

### Skuespiller
Han er uddannet ved Det Danske Filmskuespillerakademi i København og The William Esper Studio i New York City. Han har fået undervisning i skuespil af bl.a. William Esper, Sarah Boberg, Jens Arentzen, Peter Gantzler og Kenneth Carmohn.
Nima Nabipour kom til Danmark med sin familie som 3-årig og er opvokset i Sønderborg. Han har både en dansk og tysk studentereksamen, og har foruden sin skuespilleruddannelse en kandidatgrad i jura fra Københavns Universitet, ligesom han er uddannet advokat.
Han spillede hovedrollen i stykket Woyzeck af Georg Büchner og året efter spillede han igen hovedrollen i Schillers Røverne som Franz.
Samme år medvirkede han i og instruerede han et teaterstykke opført for Sønderjyllands Symfoniorkester.
Nabipour har medvirket i tre landsdækkende reklamefilm for Jolly Cola, Oddset og P4 og har medvirket i diverse kortfilm med bl.a. Zlatko Buric og Ole Thestrup på rollelisten.
Han har endvidere lagt stemme til tegnefilm for LEGO og til diverse DR-Drama Radio-udsendelser.
Nabipour har spillet en af hovedrollerne i spillefilmen Fighter produceret af Nimbus Film og instrueret af Natasha Arthy og haft en birolle i Johan Melins Profetia produceret af Bullit Film.
Han har ligeledes spillet "Yasin" i DR-serien Sommer og haft roller i Anna Pihl, De 7 drab, Livvagterne, Broen og Norskov. Senest har Nabipour medvirket i Tv2 Zulu serien Tomgang, ligesom han har medvirken i spillefilmen MGP missionen og Far til fires vilde ferie, der havde premiere i biograferne i 2015.
Spiller retsformand i 6. afsnit af Generationer (2025).

### Advokat
Nabipour har en baggrund i anklagemyndigheden og de sociale myndigheder. Han arbejder til daglig som selvstændig advokat med eget advokatfirma.
Han vandt i 2015 en principiel sag om tvangsfjernelse af børn mod Kammeradvokaten , hvor retten for første gang nogensinde tilkendte tvangsfjernede børn godtgørelse for tort.
Nabipour arbejder endvidere ofte med sager, der af den ene eller anden grund er endt i pressen, som f.eks. Pusherstreetsagen fra Christiania, Bilkasagen, Danmarks største kokainsag og mange flere. Han blev valgt som forsvarer i bedragerisagen mod kontorfuldmægtig i Socialstyrelsen, Anna Britta Troelsgaard Nielsen.